# 李燕萍
李燕萍（Lee Yin Ping，1923年—1999年），香港歌壇粵曲伶人，演唱子喉，歌喉嘹亮，有「金嗓子」的美譽；粵劇伶人；香港電影女明星，銀幕處女作粵語歌唱喜劇《百鳥朝凰》（1947年，飾演風騷蕩婦）至遺作《完全失控》（1997年），從影半世紀，參演卅多齣電影；亦先後在香港無線電視臺及麗的映聲當電視藝員。李燕萍在17歲開始學唱粵曲。
李燕萍在1980年10月15日（星期五）與臺灣省女作家的潘柳黛的幼子蔣金，在高亮 主持下，簽下兩年電視藝員合約為香港麗的電視服務，演出電視劇《驟雨中的陽光》。
李燕萍在1974年4月12日（星期五）晚上，與歌伶徐柳仙為「天后寶誕」在啟德遊樂場演唱粵曲。
李燕萍在1977年開始在九龍油麻地廟街經營「燕萍唱片公司」，售賣唱片。
其晚景頗為悽涼，她曾在1996年曾接受無綫新聞節目《星期X檔案》訪問，講述其在晚年獨守在廟街的攤檔販賣當時已經息微的錄音帶，生活僅夠糊口，以及曾在文娛中心開演唱會，並到附近屋邨派發單張招徠聽眾，並表示她人生最後的願望是能在紅磡體育館開演唱會，而她在訪問後三年逝世，這個遺願也未能實現。。

## 演出作品

### 電視劇（無線電視）
- 1975年 《七十三》
- 1976年 《北斗星》
- 1977年 《大家庭》

### 電視劇（麗的電視）
- 1980年 《驟雨中的陽光》飾 朱重敏母
- 1981年 《IQ成熟時》 飾 校長
- 1981年 《對對糊》 飾 骨嬸
- 1981年 《甜甜廿四味》 飾 CAT母
- 1981年 《阿啦担梯》 飾 鴛鴦女
- 1982年 《火星撞地球》飾 景泰藍
- 1982年 《風塵三奇俠》 飾 怪醫

### 電影
- 百鳥朝凰（1947年）飾 蕩婦
- 七姐會牛郎（1952年）
- 空中少爺（1974年）
- 太平山下（1974年）
- 香港七三（1974年）
- 鬼馬雙星（1974年）
- 女人呢樣野（1976年）
- 跳灰（1976年）
- 烈火青春（1982年）
- 叔侄‧縮窒（1983年）
- 鐵板燒（1984年）
- 拍檔闖情關（1985年）
- 打工皇帝（1985年）
- 反斗妹（1985年）
- 一九四九之劫後英雄傳（1993年）
- 流氓律師（1994年）
- 完全失控（1997年）

## 外部連結
- 香港電影資料館：李燕萍演出電影的記錄[永久]
- 香港影庫：李燕萍 （页面存档备份，存于）
- 李燕萍的名曲《哥仔靚》 （页面存档备份，存于）